# Timmaspe
Timmaspe település Németországban, Schleswig-Holstein tartományban. Lakosainak száma 1074 fő (2023. december 31.).

## Népesség
A település népességének változása:
| Lakosok száma | 733  | 1056 | 1072 | 1058 | 1084 | 1074 |
|               | 1975 | 2017 | 2019 | 2021 | 2022 | 2023 |